# قهرمانی وزنه‌برداری جهان ۱۸۹۹
قهرمانی وزنه‌برداری جهان ۱۸۹۹ سومین دوره از رقابت‌های قهرمانی جهان می‌باشد که از ۴ تا ۵ آوریل ۱۸۹۹ در میلان، ایتالیا برگزار گردید.

## خلاصه مدال‌ها
| رویداد   | طلا               | نقره          | برنز         |
| وزن آزاد | Sergiej Jelisejew | Johannes Rödl | Enrico Scuri |

## جدول مدال‌ها
| رتبه           | کشور           | طلا | نقره | برنز | مجموع |
| -------------- | -------------- | --- | ---- | ---- | ----- |
| ۱              | روسیه          | ۱   | ۰    | ۰    | ۱     |
| ۲              | آلمان          | ۰   | ۱    | ۰    | ۱     |
| ۳              | ایتالیا        | ۰   | ۰    | ۱    | ۱     |
| مجموع (۳ کشور) | مجموع (۳ کشور) | ۱   | ۱    | ۱    | ۳     |